# Homalium
Homalium es un género con 286 especies de plantas  perteneciente a la familia Salicaceae. 

## Especies seleccionadas
- Homalium betulifolium, Daniker
- Homalium buxifolium, Daniker
- Homalium dalzielii, Hutch.
- Homalium foetidum, (Roxb.) Benth.
- Homalium guianense, (Aubl.) Oken.
- Homalium gracilipes, Sleumer
- Homalium henriquesii, Gilg ex Engl.
- Homalium hypolasium, Mildbr.
- Homalium jainii, Henry & Samin.
- Homalium juxtapositum, Sleumer
- Homalium kunstleri, King
- Homalium longifolium, Benth.
- Homalium mathieuanum, (Vieill.) Briq.
- Homalium moto, H. Saint John
- Homalium mouo, H. Saint John
- Homalium ogoouense, Pellegrin
- Homalium patoklaense, Aubrev. & Pellegrin
- Homalium polystachyum, (Vieill.) Briq.
- Homalium rubiginosum, (Vieill.) Warb.
- Homalium rubrocostatum, Sleumer
- Homalium rufescens, Benth.
- Homalium sleumerianum, Lescot
- Homalium smythei, Hutch. & Dalz.
- Homalium spathulatum, Ridley
- Homalium taypau, St. John
- Homalium travancoricum, Beddome
- Homalium undulatum, King

## Sinonimia
- Nisa, Pierrea